# 大沢実
大沢 実（大澤 實、おおさわ みのる、1916年12月24日 - 1968年9月14日）は、日本の英文学者。早稲田大学教授。
埼玉県生まれ。早稲田大学英文科卒。同大学教授在職中に52歳で死去。ヴァージニア・ウルフを専門とした。

## 著書
- 時間と死の芸術 ヴァージニア・ウルフ論 南雲堂 1956 (南雲堂不死鳥選書)

- 20世紀英米文学案内 第10 ヴァージニア・ウルフ 研究社出版 1966 編
- 世界名詩鑑賞辞典 東京堂出版 1969 編

## 翻訳
- 燈臺へ ヴァージニヤ・ウルフ 雄鶏社 1949  のち三笠文庫、河出書房 (世界文学全集)
- スケッチ・ブック ワシントン・アーヴィング 小峰書店 1951 (少年少女のための世界文学選)
- 波 ウルフ 河出書房・市民文庫 1953
- ダロウエイ夫人 ウルフ 三笠版現代世界文学全集 第15 三笠書房 1954、のち講談社「世界文学全集」1972ほか
- イギリス篇（詩）三笠版現代世界文学全集 第27 三笠書房 1955
- 月曜日か火曜日・フラッシュ ヴァージニア・ウルフ 柴田徹士・吉田安雄共訳 英宝社 1956
- 一九三九年以後の英詩 スティーブン・スペンダー 北星堂書店 1957
- 若き詩人への手紙 ヴァージニア・ウルフ 南雲堂 1957 (双書・不安の時代)
- 天国行き馬車・永遠の瞬間 E・M・フォースター 南雲堂 1957 (英米短篇小説選集)
- 歳月 ヴァージニア・ウルフ 三笠書房 1958
- 詩と政治 C.M.バウラ 紀伊国屋書店 1967 (現代文芸評論叢書)

## 参考
- 故大沢実教授略年表 虎岩正純「英文学」1969-03